# William P. Dillingham
William P. Dillingham (Waterbury, 1843. december 12. – Montpelier, 1923. július 12.) az Amerikai Egyesült Államok szenátora (Vermont, 1900–1923).